# Азад (группа)
Аза́д — группа анархистов, созданная в Баку в 1906 году. В организацию вошли члены других анархистских групп «Бунт», «Террор», а также бывшие члены шаек кочи. Создателями организации являются два брата Ага-Карим и Ага-Сонгули. «Азад» враждовал с местными кочи, во главе которых стоял Теймур Ашурбеков. В конце 1907 года и Ага-Керим, и Т. Ашурбеков были арестованы, после чего группа «Азад» прекратила свое существование, а оставшиеся на свободе её члены влились в другие анархистские группы.